# Črešnjice, Novo mesto
Črešnjice so naselje v Občini Novo mesto. 
Naselje leži pod Trško goro.